# Костёл Святой Терезы
Костёл Свято́й Тере́сы, костёл Святой Терезы, костёл Святой Терезии в Вильнюсе (лит. Šventos Teresės bažnyčia, пол. kościół Świętej Teresy) — приходской римско-католический костёл, памятник архитектуры раннего барокко; располагается в южной части Старого города на ул. Аушрос Варту (Aušros Vartų g. 14, в советское время ул. М. Горького 90 / 7), рядом с единственными сохранившимися городскими воротами и Островоротной часовней (Остра брама).
Службы на латинском языке в будние дни в 7:30, на литовском в будние дни в 9:00 и 18:30, по воскресеньям в 9:30, 11:00 (для детей) и 18:30, на польском языке в будние дни в 10:00 и 17:30, по воскресеньям в 9:00 (для детей и молодёжи), 13:00 и 17:30.
Ансамбль костёла Святой Терезы, бывших зданий монастыря и Острой брамы с часовней, занимающий площадь в 8440 м2, является охраняемым государством объектом культурного наследия национального значения; код в Реестре культурных ценностей Литовской Республики 748; код собственно храма — 27322 .

## История

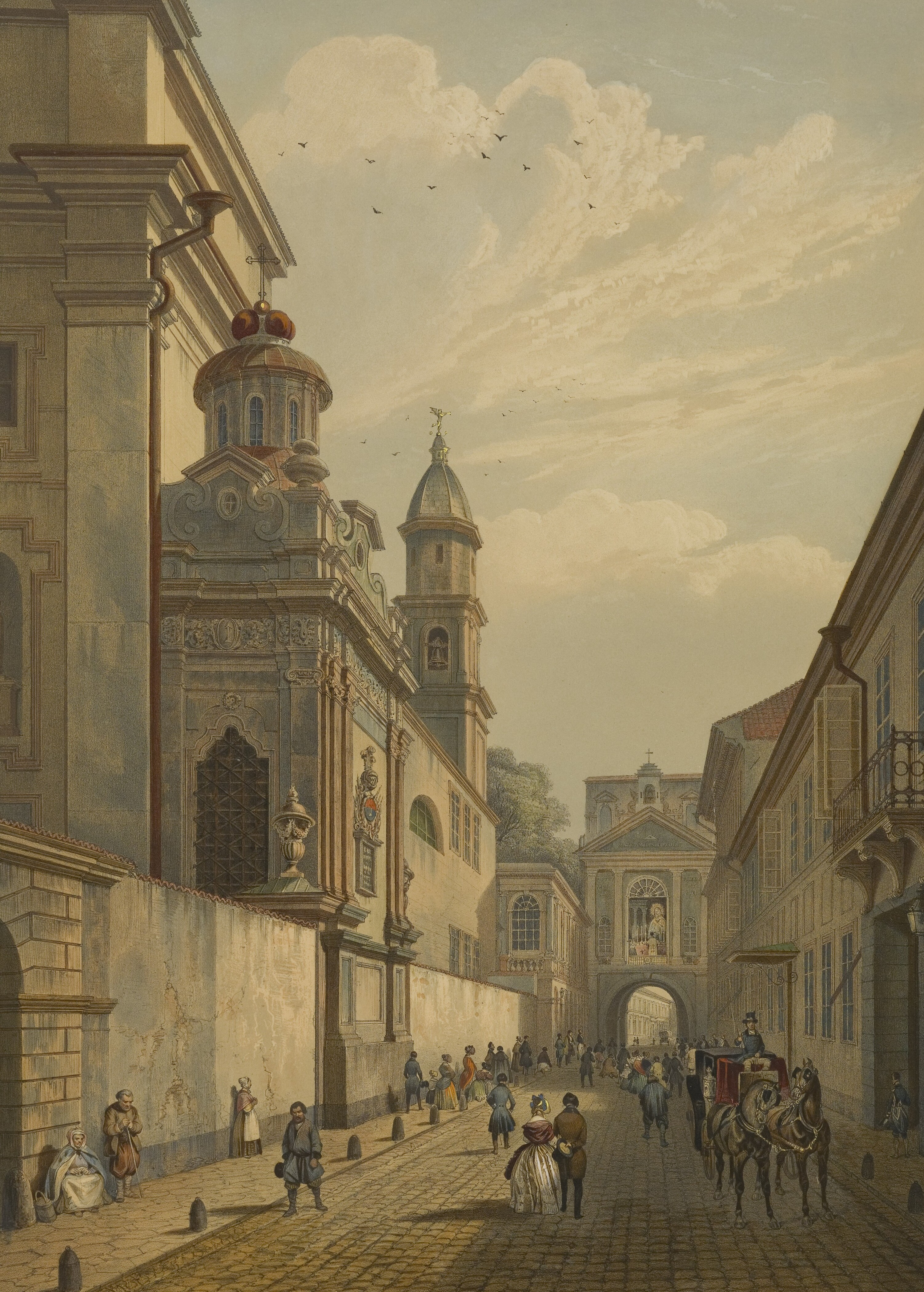
Западный фасад. Литография М. Залесского из «Виленского альбома» Я. К. Вильчинского (1845)

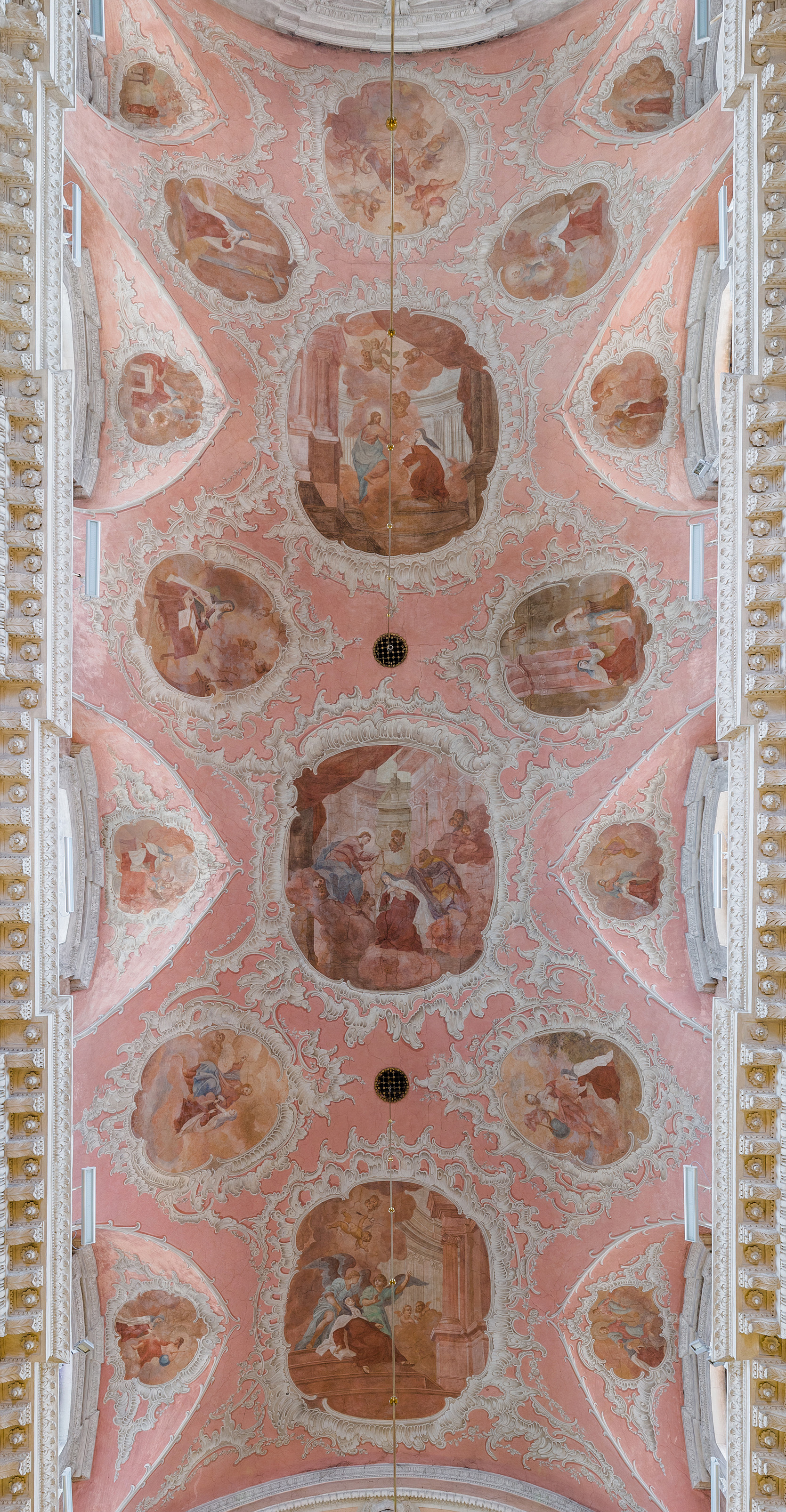
Свод центрального нефа

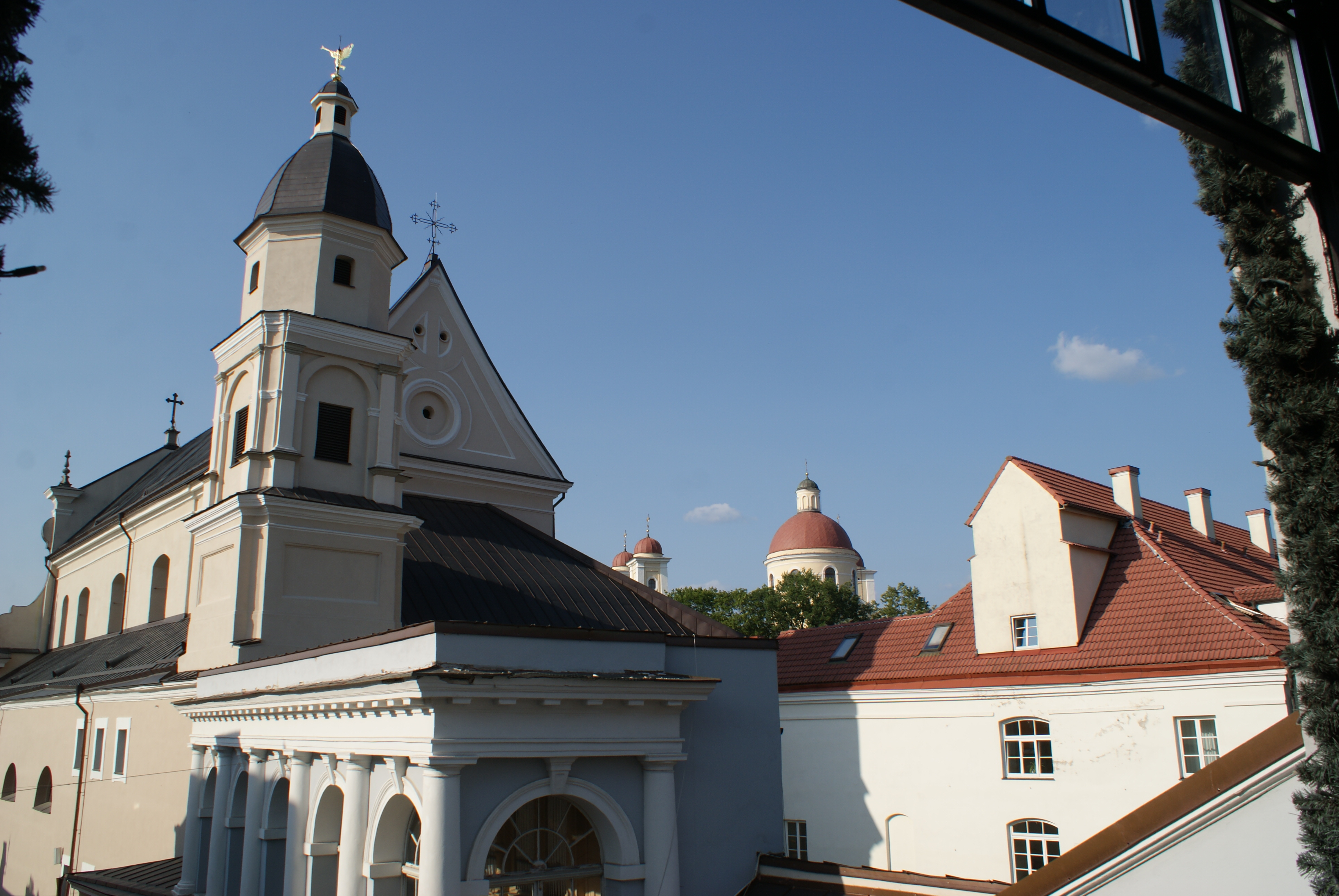
Колокольня и западный фасад

Небольшой деревянный храм монастыря босых кармелитов, прибывших из Люблина, сооружённого в 1621—1627 годах стараниями виленского бургомистра Игнатия Дубовича и его брата Стефана Дубовича, был построен в 1627 году. Вскоре на месте деревянной церкви в 1633—1650 годах (по другим сведениям в 1635—1650 годах) на средства вице-канцлера Великого княжества Литовского Стефана Христофора Паца был выстроен нынешний каменный костёл базиликального типа. Предполагается, что здание проектировалось и строилось под руководством зодчего Ульрика, иначе Ульриха Гозиюса или Яна Ульриха, создателя дворца Радзивиллов в Вильнюсе на улице Виленской (ныне улица Вильняус). Главный фасад проектировал, по предположениям, итальянский архитектор Константино Тенкалла (Constantino Tencalla), которым создана также капелла Святого Казимира в Кафедральном соборе Святого Станислава.
В 1652 году, по другим сведениям в 1654 году костёл был освящён во имя святой Тересы епископом Ежи Тышкевичем (Jurgis Tiškevičius).
В 1748 и 1749 годах костёл горел; здание значительно пострадало от пожара в 1760 году. При восстановительных работах по проекту Иоаганн Кристофа Глаубица был сооружён арочный свод и возведена колокольня. В 1763—1765 годах интерьер был украшен скульптурами и фресками Мацея Слущанского на сводах и стенах.
В 1783 году к костёлу на средства рогачёвского старосты Михала Поцея была пристроена нарядная капелла в формах позднего барокко — семейный мавзолей Поцеев. При осаде Вильны российскими войсками во время восстания Костюшко в 1794 году монахи участвовали в обороне монастыря и города, о чём упоминается в эпической поэме Адама Мицкевича «Пан Тадеуш».
Во время нашествия Наполеона в 1812 году французские солдаты разграбили храм и монастырь, устроили здесь склады и казармы, повредили интерьер костёла. После войны костёл был отреставрирован; восстановлением внутренней отделки занимался художник Канут Русецкий. В 1829 году между Остробрамской часовней, пристроенной к Остробрамским воротам, и костёлом была сооружена классицистская галерея. Её продолжением вдоль улицы была несохранившаяся высокая каменная стена с воротами, отделявшая костёл от улицы; она изображена на рисунке неизвестного художника, датируемом 1840 годом , небольшая часть стены видна в левом нижнем углу популярной литографии из «Виленского альбома» Я. К. Вильчинского.
В 1844 году российские власти закрыли кармелитский монастырь и передали помещение православному Свято-Духову монастырю; костёл стал приходским. С 1868 года православное духовенство предпринимало усилия, направленные на передачу костёла православной церкви, оставшиеся безуспешными.
В 1857 и 1895 годах проводились реставрационные работы. В 1912 году были разрешены службы и проповеди на литовском языке. В 1861—1915 годах при костёле действовала школа для девочек, после Первой мировой войны в помещениях бывшего монастыря в 1918—1931 годах располагались общежитие девушек литовок и ремесленная школа.
В 1927—1929 годах костёл реставрировался под руководством архитектора профессора Юлиуша Клоса. Роспись на сводах и стенах была расчищена и отреставрирована художником Марианом Слонецким под руководством художника Яна Рутковского из Варшавы. В 1931 году монастырские здания были возвращены прибывшим из Польши кармелитам. В первый от пресбитерия пилон с правой стороны в июне 1935 года была вмурована урна с сердцем маршала Юзефа Пилсудского. Она находилась здесь до 12 мая 1936 года, когда была торжественно перенесена на кладбище Расу.
После Второй мировой войны в помещениях монастыря было устроено общежитие Вильнюсского педагогического института. В 1971—1976 годах под руководством архитектора Видмантаса Виткаускаса был обновлён фасад костёла, реставрировался интерьер.

## Архитектура

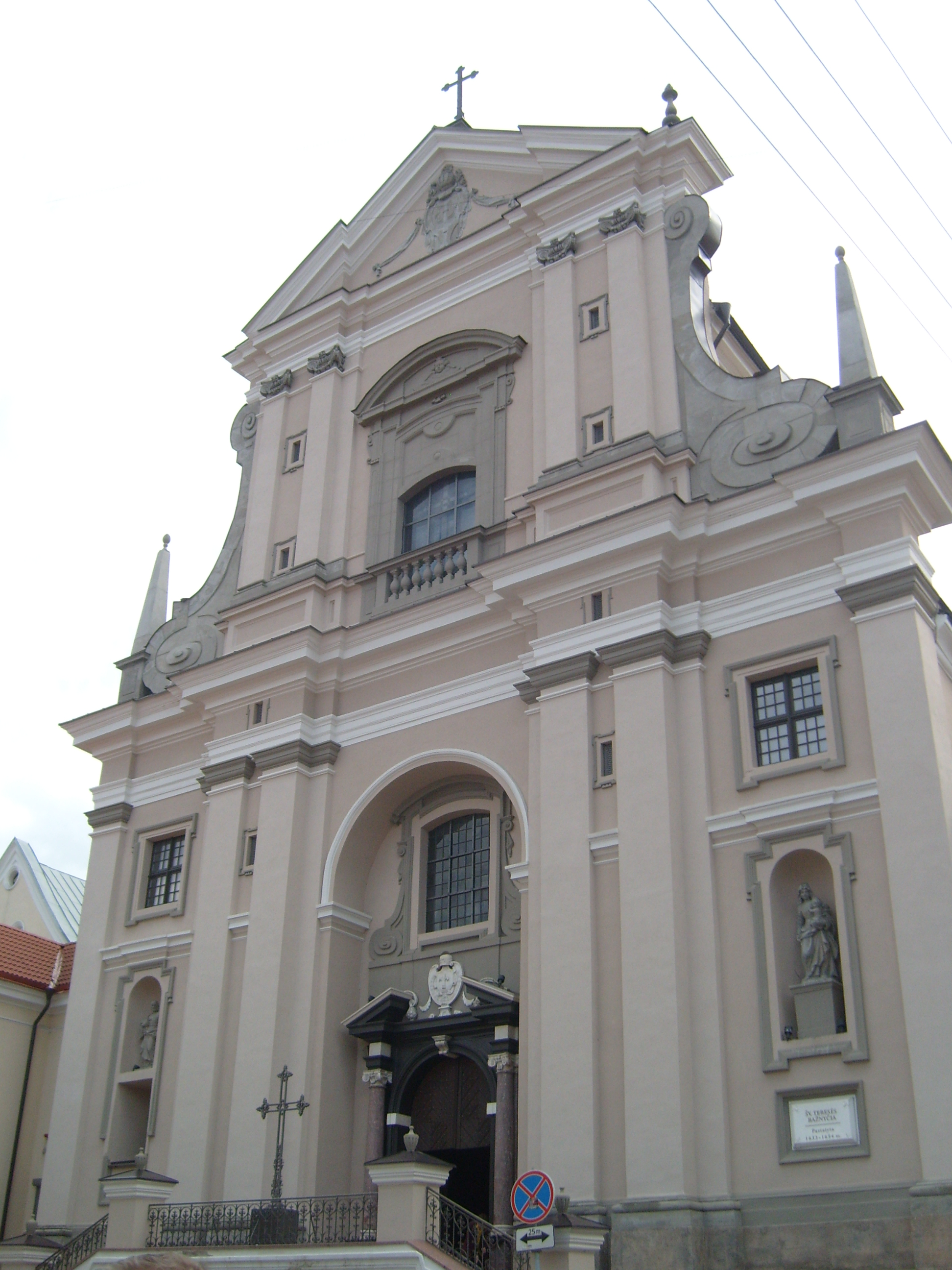
Главный фасад
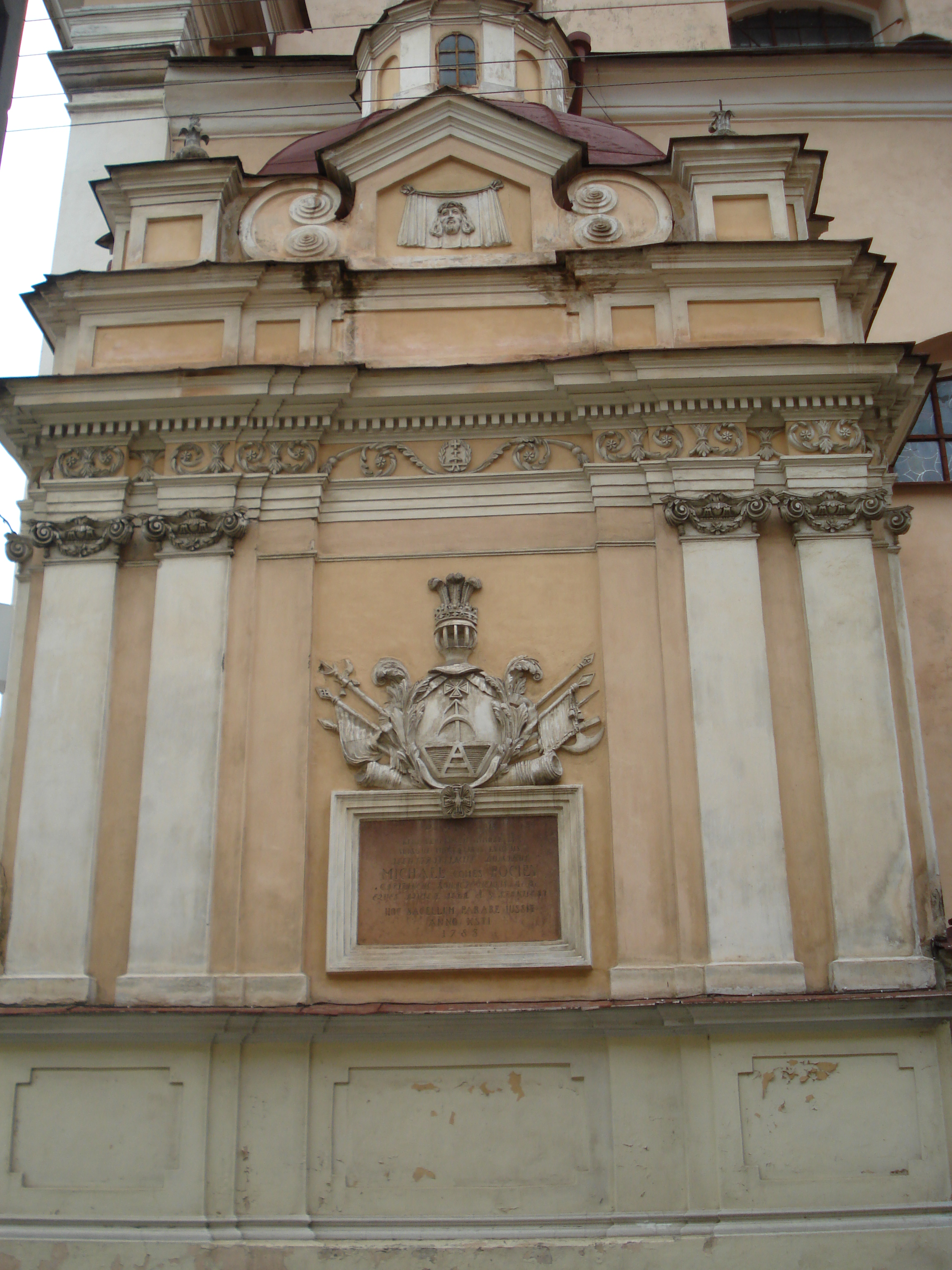
Капелла Поцеев
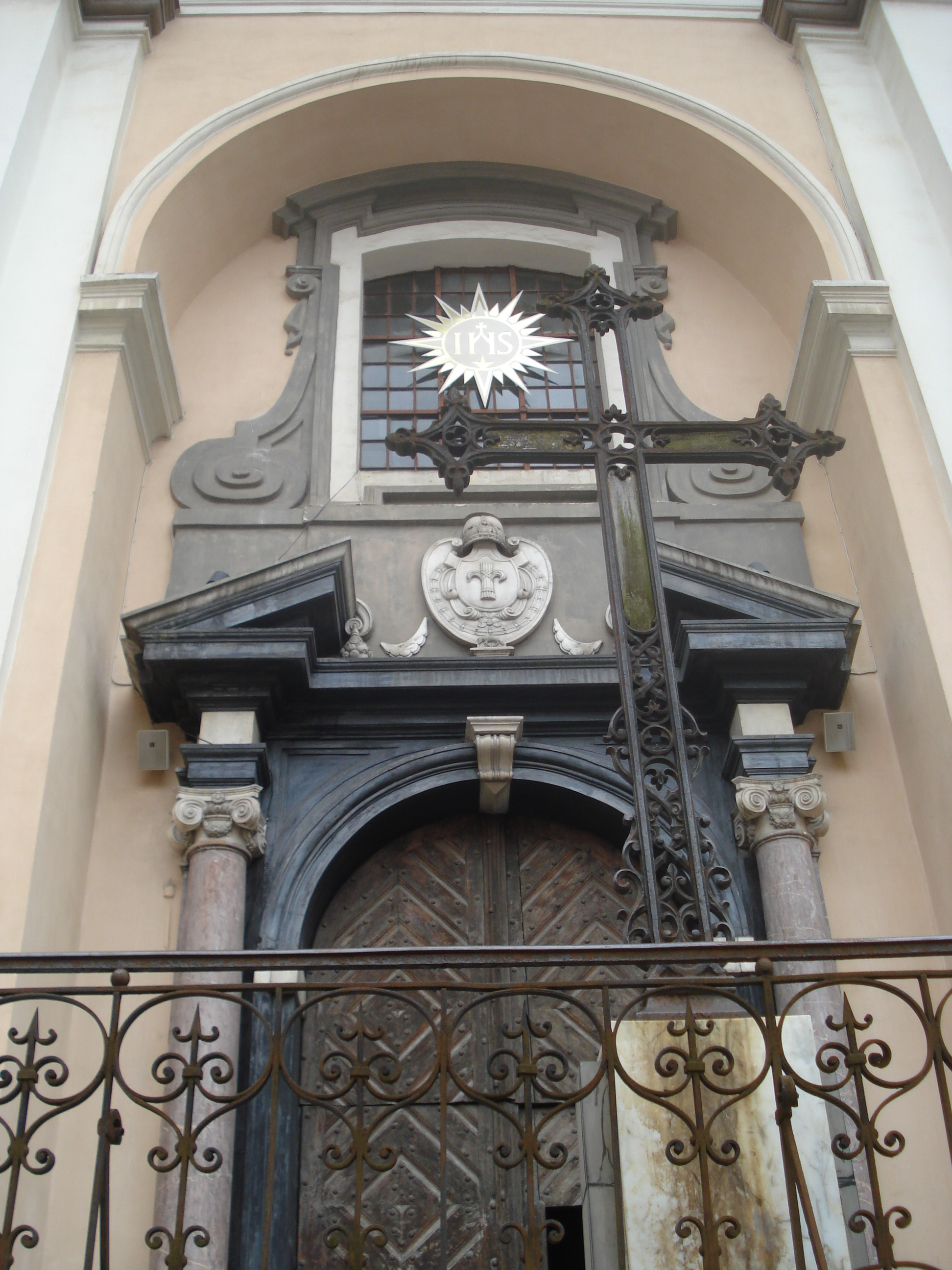
Портал

Костёл входит в ансамбль кармелитского монастыря и является одной из первых построек раннего барокко в Литве. Храм базиликального типа, с тремя нефами, асимметричный — в восточной стороне капелла и коридоры, в западной у апсиды — трёхъярусная башня колокольни. Массивную, восьмистенную в верхнем ярусе, колокольню увенчивает флюгер в виде ангела с трубой. Центральный неф выше и в два раза шире двух низких и узких боковых нефов с капеллами, напоминающими галереи.

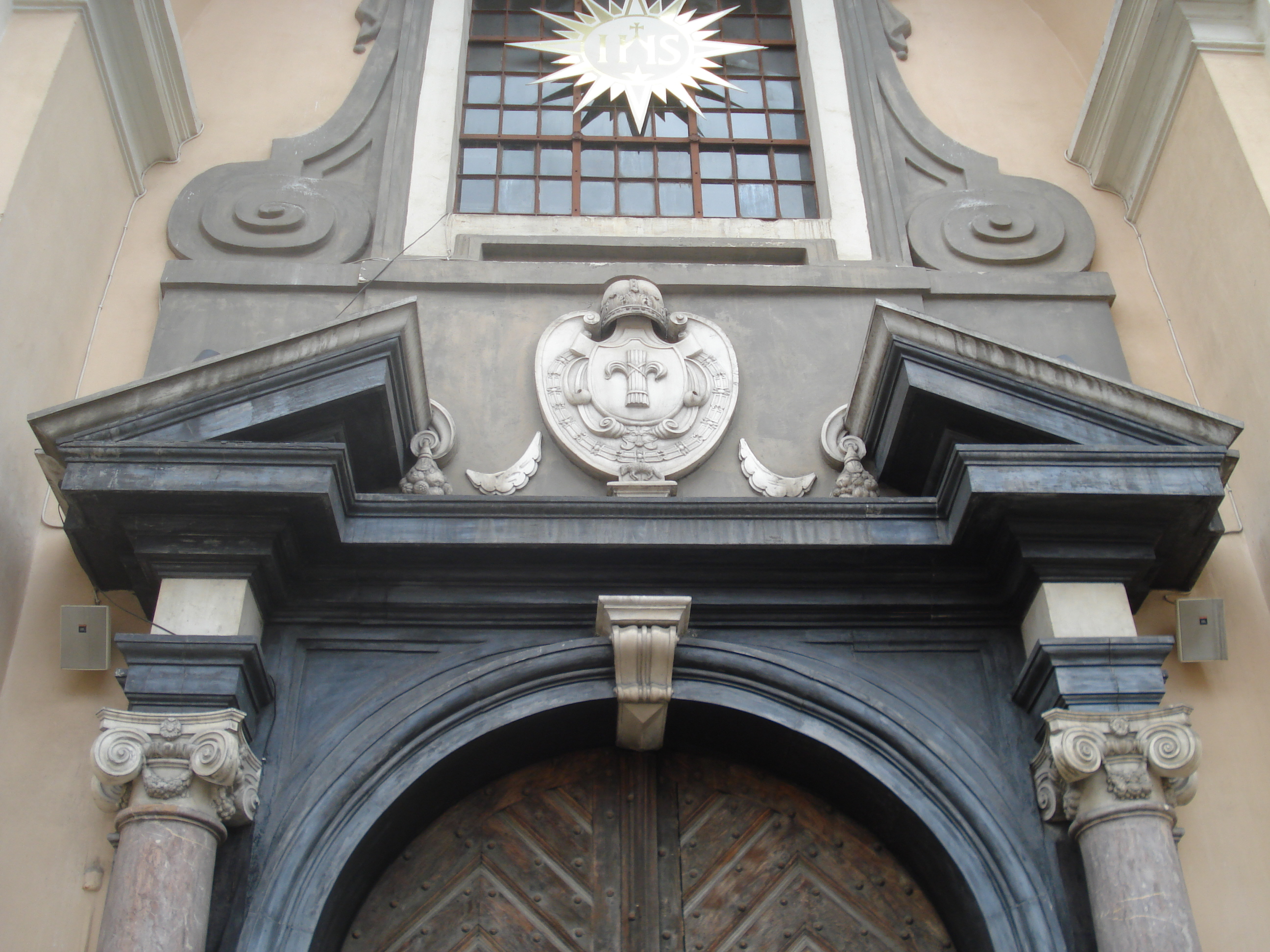
Детали портала

Главный фасад костёла построен с использованием благородных и дорогих строительных материалов — привезённого из Швеции песчаника, гранита, чёрного, красного и белого мрамора.

Яркий контраст жёлтого и чёрного мрамора, смесь пилястров дорического и коринфского происхождения, раковины, венчающие верх колонн — всё это напоминает сооружения знаменитого итальянского архитектора Андрея Палладио, жившего в XVI веке. 
Во время Второй мировой войны фасад сильно пострадал и был закрашен. Гармоничный главный фасад напоминает ранние формы римских барочных костёлов. В облике фасада имеются отдельные элементы архитектуры ренессанса, но преобладают барочные формы с извилистыми контурами и волютами (спиралями) в углах. Фасад, в отличие от других барочных костёлов Вильнюса, без башен, симметричен, членится на два основных яруса. Верхний ярус на треть короче нижнего, над ним поднимается высокий фронтон. Фасад поднят на высокий цоколь из шведского песчаника. Его плоскости членятся карнизами и парными пилястрами. Середину нижнего яруса акцентирует высокая ниша, в которую встроен портал. Портал оформлен двумя колоннами из полированного гранита с капителями из белого мрамора, выемкой и картушем, а также волютами и оконным проёмом хора над ним.

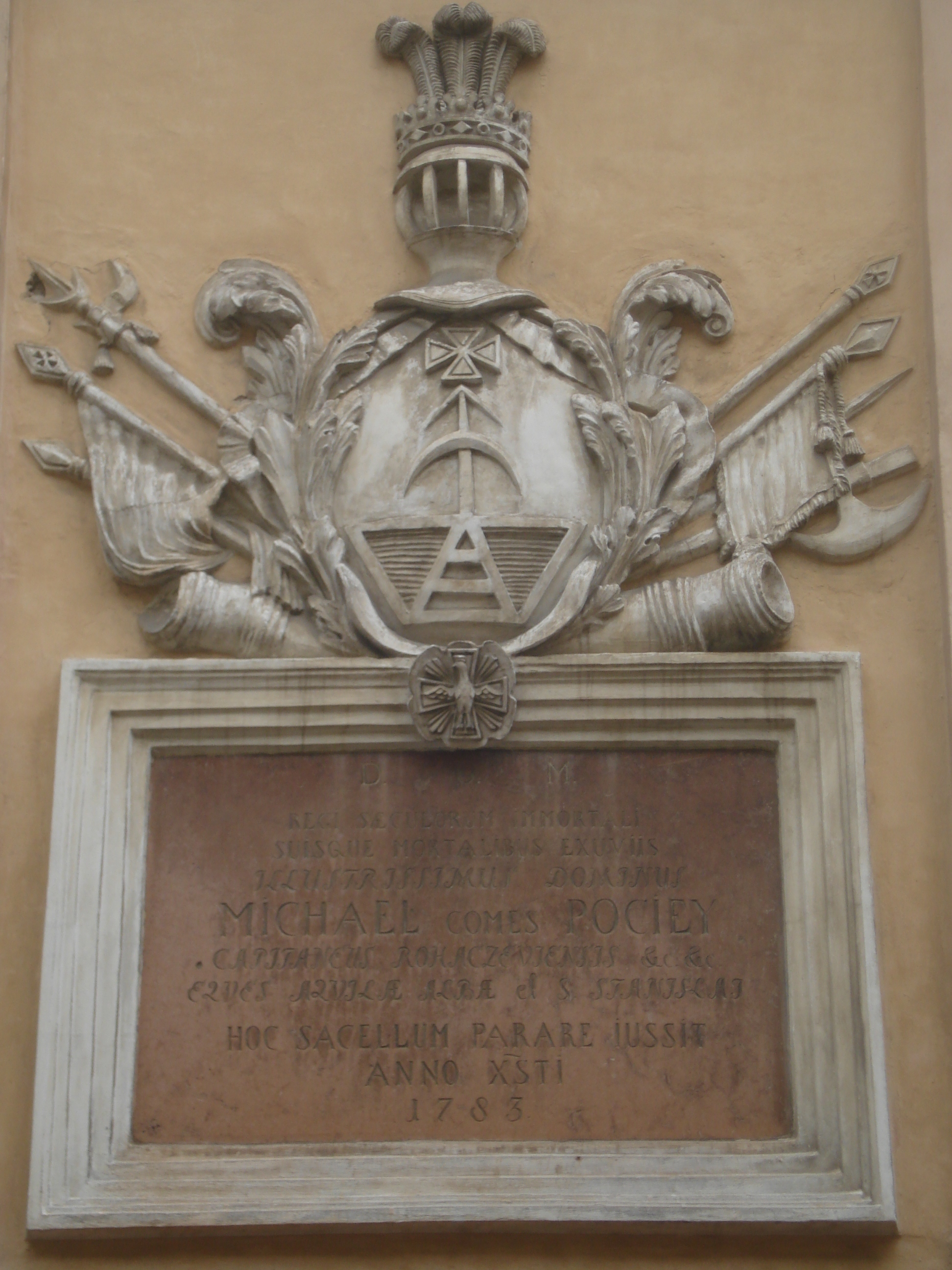
Таблица на капелле Поцеев

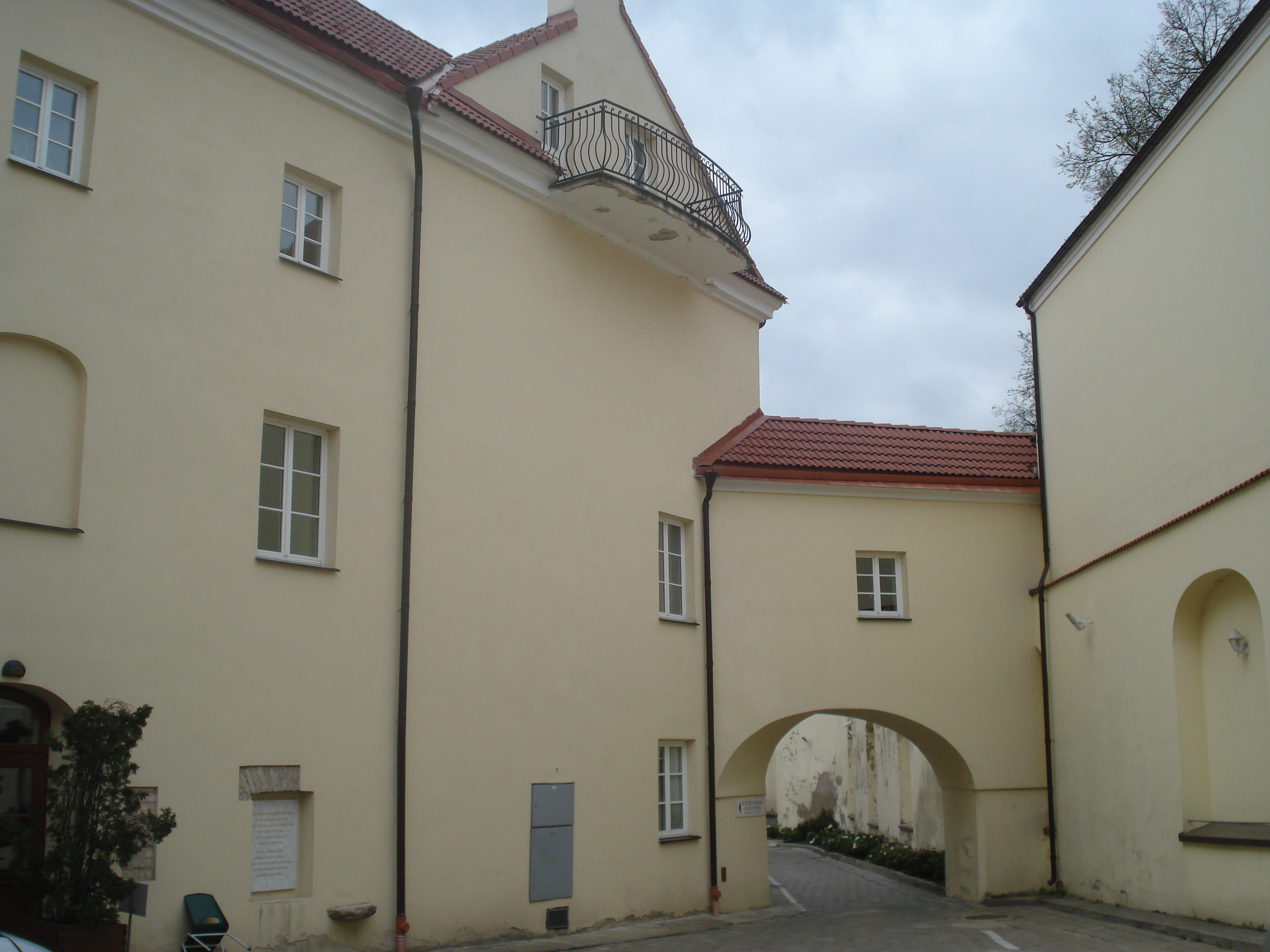
Один из дворов бывшего монастыря

В центре верхнего яруса располагается окно, нарядно оформленное профилированными наличниками и балюстрадой. По его сторонам расположены парные ионические пилястры и высокие волюты. Фасад увенчан высоким треугольным фронтоном с гербом рода Пацов в центре. Вместо башен по углам — стройные обелиски, дополнительно подчёркивающие устремлённость ввысь.
Южный фасад костёла обращён ко двору бывшего монастыря, с южной стороны замкнутого сохранившимся участком городской стены. Стена западного фасада вдоль улицы ровная и лишена декора. Пристроенная в 1783 году у главного фасада с правой западной стороны небольшая капелла Поцеев отличается формами позднего барокко (или рококо) с переходными к классицизму чертами. На западной её стене выделяется замечательная таблица с текстом о сооружении капеллы и лепным гербом Поцеев. Боковой вход с улицы налево ведёт в костёл, направо — к лестнице внутри классицистской пристройки; лестница ведёт к Остробрамскую часовню.
Внутреннее пространство перекрыто цилиндрическими сводами с люнетами. Своды среднего нефа поддерживаются 8 массивными аркадами, хоры над входом опираются на 4 аркады. Свод над пресбитерием с главным алтарём сферический; невысокий купол «слепой», без барабана и окон, и снаружи не виден.
Скромные здания монастыря носят черты раннего барокко. Дворы отделяются друг от друга арками. Часть зданий, отремонтированных при финансовой поддержке благотворительной акции католиков Германии „Renovabis“, занимает Молодёжный центр Вильнюсской архиепископии и Центр душеспасения (Sielovados centras) Вильнюсской архиепископии с домом гостей (Sviečių namai).

## Интерьер

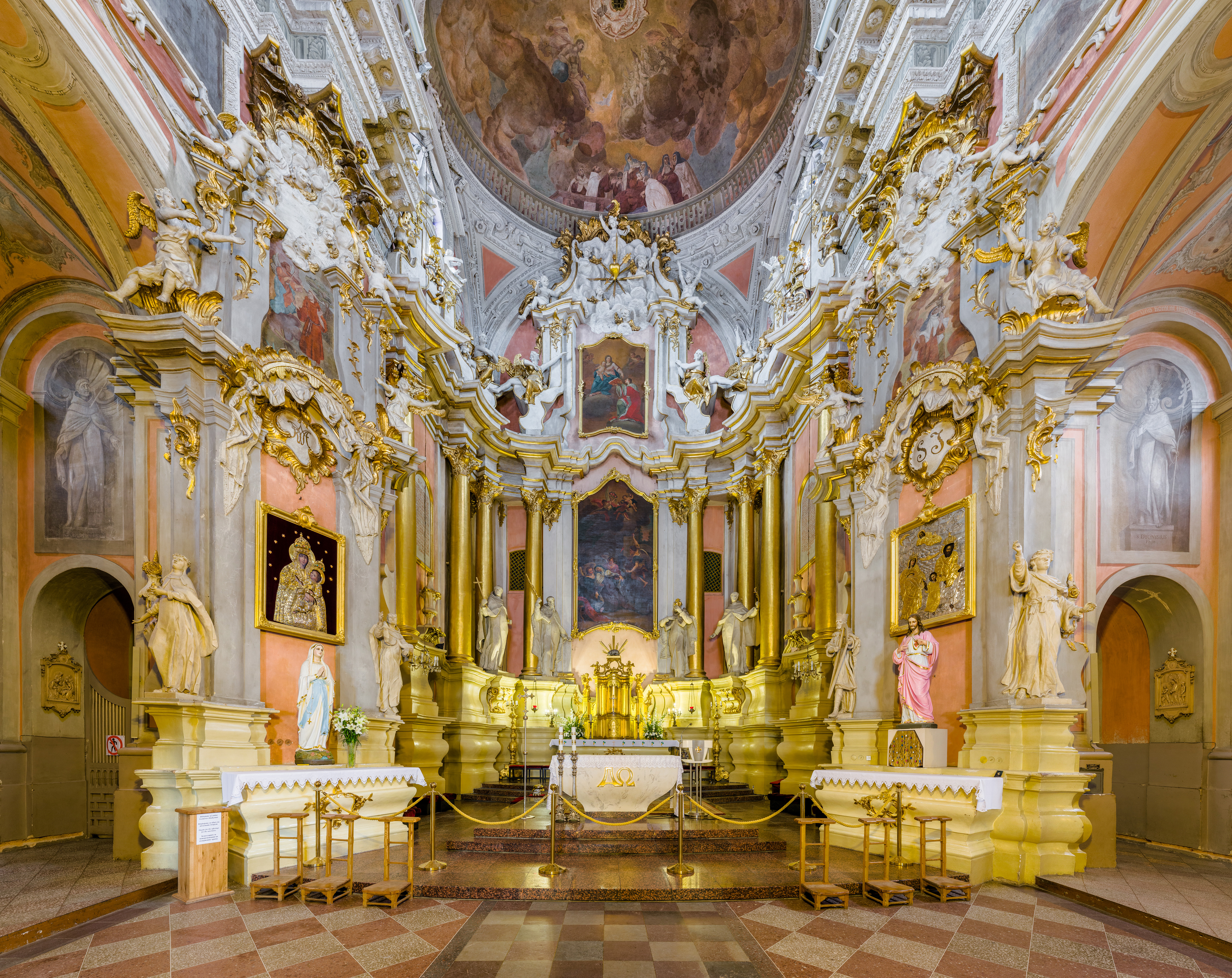
Главный алтарь

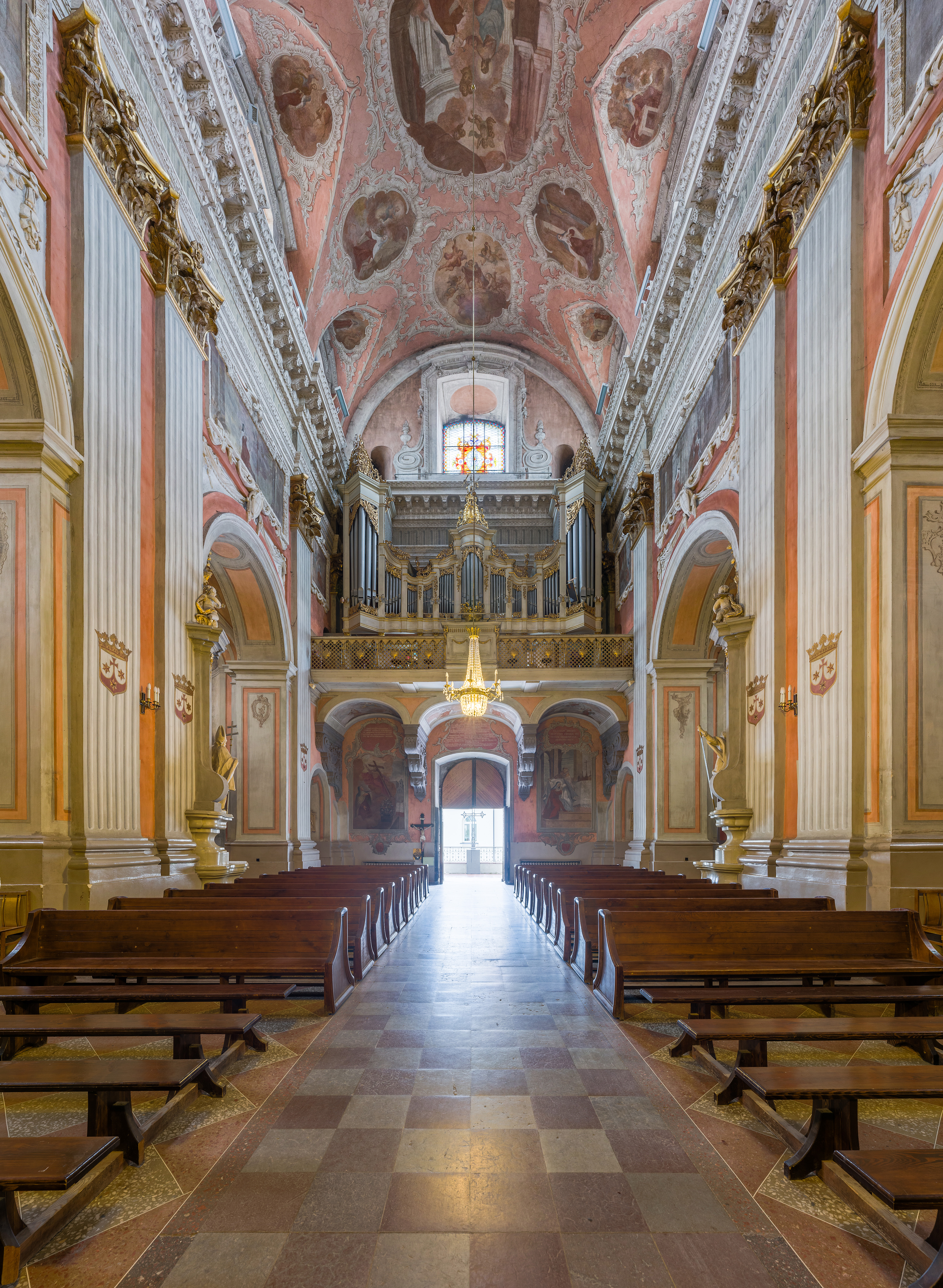
Центральный неф и орган

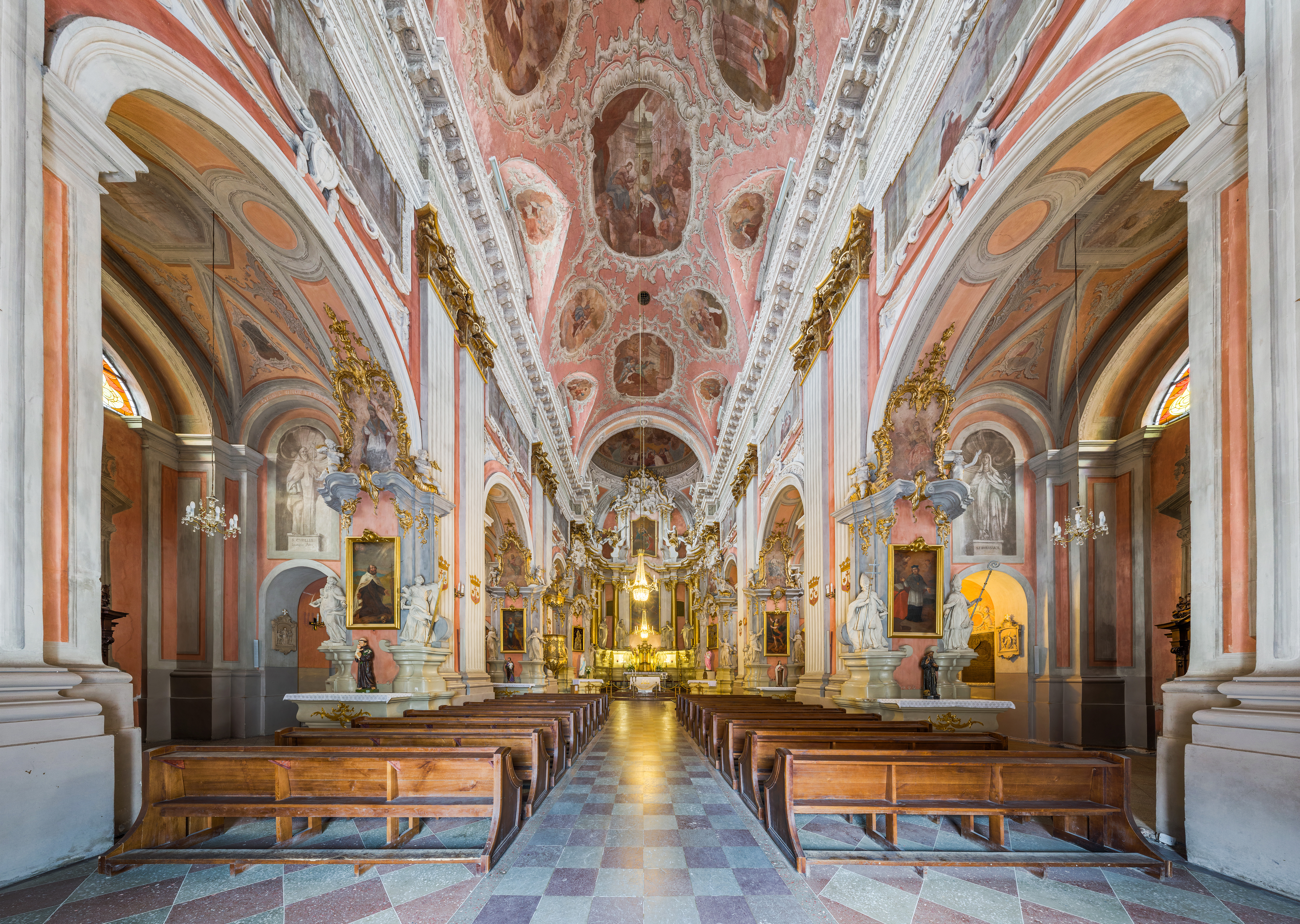
Центральный неф и алтарь

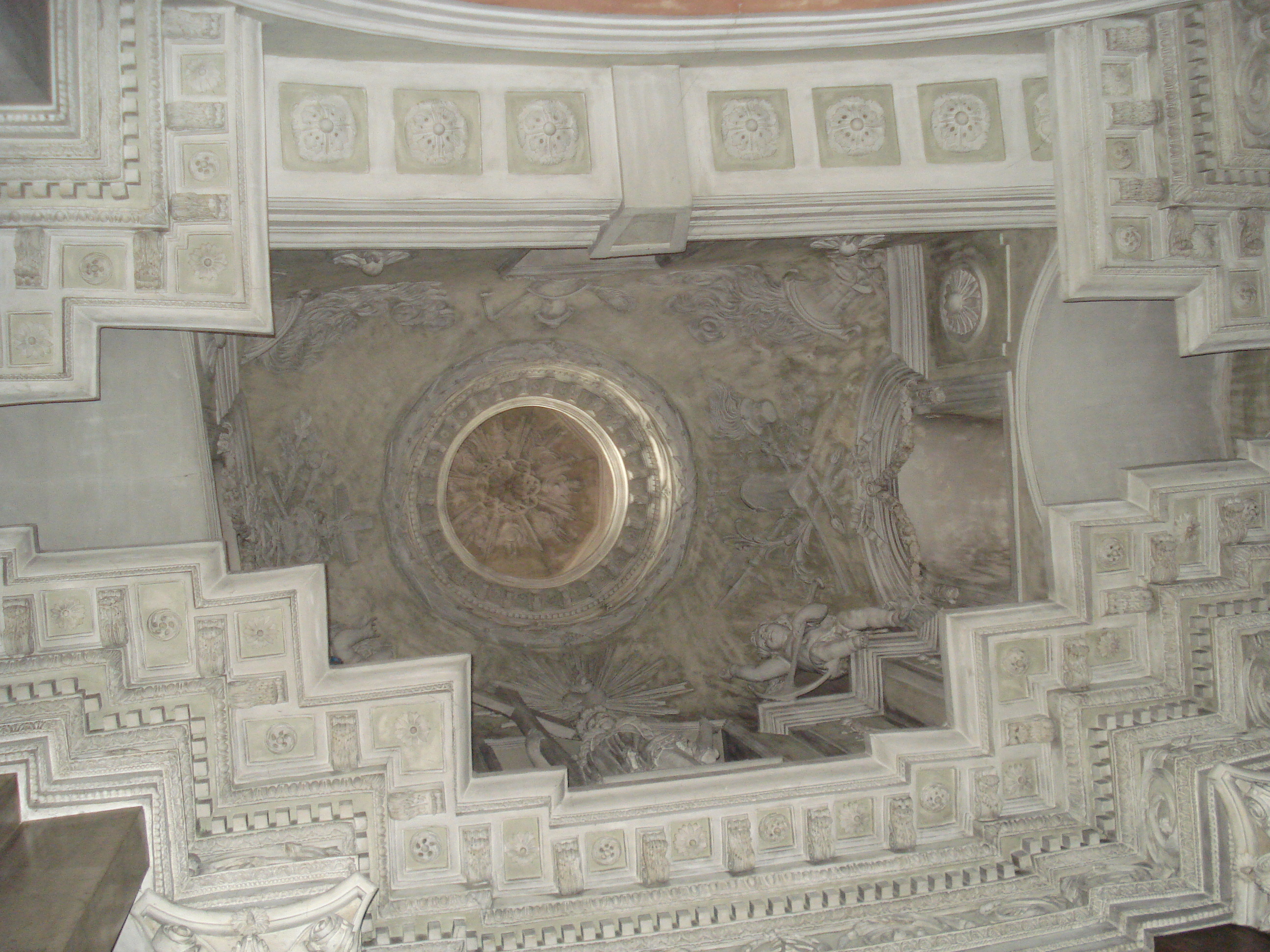
Свод капеллы Поцеев

Интерьер отличают изысканные пропорции и нарядное оформление, в особенности центрального нефа, с множеством рельефов, скульптур, фресок.

Пышность декора, достигающая здесь наивысшей степени, объясняется тем, что он создан уже в XVIII веке, когда вильнюсский барокко перешагнул пределы художественной логики.— 
Стены между проёмами полукруглых арок в нефах членятся парными пилястрами с пышными коринфскими капителями, над которыми проходит фриз с декоративными орнаментами. Паруса купола украшает лепнина сложного рисунка.
Важную часть интерьера составляют девять алтарей лёгких форм, разноцветных, с позолотой, украшенных гипсовыми фигурами и статуями святых. Восемь алтарей в стиле рококо середины XVIII века, девятый алтарь в капелле Поцеев — мраморный, в стиле классицизма, относится к концу XVIII века.
Главный высокий алтарь относят к самым выдающимся по красоте и оригинальности алтарям Литвы. В двухъярусном, сложной композиции центральном алтаре находятся картина «Мадонна с младенцем и святым Казимиром» кисти Шимона Чеховича (конец XVII века) сверху и изображение святой Тересы с кровоточащим сердцем («Экстаз святой Тересы», иначе «Апофеоз святой Тересы») кисти Шимона Чеховича (по другим сведениям Русецкого, первая половина XIX века) ниже. Алтарь выполнен из песчаника, украшен рельефом облаков на фронтоне, своеобразными волютами, статуями святого Ильи, святого Елисея, многочисленными скульптурами.
Боковые алтари посвящены с одной стороны святому Иосифу, Михаилу Архангелу, Иоанну Непомуцкому, с другой стороны — Матери Божией Шкаплерной (Матери Божией Скапулярия), Иоанну Креста, апостолу Павлу. В боковых алтарях размещены образа святого Петра, святого Иоанна Креста и Михаила Архангела, написанные художниками Канутом Русецким. В ризнице помещены старые портреты фундаторов костёла — Пацов, Дубовича, Поцея, а также Луизы-Марии (иногда называют Марией Тересой), дочери короля Людовика XV и Марии Лещинской (для искупления грехов своего отца поступила в кармелитский монастырь под именем Тересы Августина (Thérèse de Saint-Augustin) и в 1873 году папой римским Пием IX была провозглашена блаженной). Амвон, исповедальни, скамейки в стиле рококо.
В костёле было две часовни (капеллы) — Божьей Матери Доброго совета и Распятого Спасителя, или Папская часовня (она же часовня во имя Господа Иисуса). Под этой часовней находится гробница династии Поцеев. В капелле с интерьером в стиле классицизма установлены скульптуры с изображением Страстей Господних. Алтарь венчает статуя святой Елены с крестом, стоящей между двумя ангелами. Сейчас действует только часовня Божьей Матери Благой Советницы в конце левого бокового нефа с алтарём середины XVIII века.
Стены главного нефа, купол, частично стены и отдельные плоскости боковых алтарей расписаны фресками на сюжеты из жизни святой Тересы. Роспись относят к значительным памятникам позднего барокко в Литве.
Мнения о художественной ценности интерьера расходятся от восхищения высоким вкусом, художественным полётом, изяществом форм и гармоничностью колористических эффектов до полного отрицания («отсутствие подлинной художественности»):

Вычурный, детализированный, игривый скульптурный декор, деформированные, надуманные, логически необоснованные архитектурные формы свидетельствуют о вырождении приходящего в упадок и уступающего свои позиции барокко.— 

## Священники
- Диаковский Наполеон (1903—1909),
- Жебровский Леон (1903),
- Володько Франтишек (1910-е),
- Петкель Леон (до 1913),
- Маркуцкий Леон (с 1913),
- Смеловский Станислав (с 1913),
- Песлюк Франтишек (с 1913),
- Нурковский Вацлав Данилович (1919—1923),
- Завадский Станислав (1927—1935),
- Вайчюнас Юзеф (1928—1931),
- Гердевич Зенон (1928—1929),
- Филек Эразий (Якуб) Юзефович (1930-е),
- Сечко Тадеуш (1929—1930),
- Пачковский Владислав (1931),
- Мазур Пётр (1929—1931),
- Добровольский Стефан (1932—1933),
- Важняк Юзеф (1933—1935),
- Казеро Франтишек (Гжегож) Андреевич (1934—1936),
- Любецкий Александр Юзефович (1934—1935),
- Гдовский Андрей (1936—1939), праведник народов мира
- Щенсный Бенедикт ( 1936—1939),
- Клячек Фаустин (1936—1939),
- Кравец Теофил-Фидель (1936—1939),
- Казеро Кароль-Бениамин Андреевич (1940—1942);

катехет: 
Еленский Бронислав (1928—1939).
В настоящее время настоятель храма — ректор монсеньор Ян Касюкевич (с 2006 года); викарий ксёндз Владимир Соловей (с 2009 года), викарий ксёндз Марюс Житкаускас (с 2008 года), резидент ксёндз Аушвидас Белицкас (с 2004 года), резидент ксёндз Марек Богданович (с 2008 года).